# 菲利 (瓦萊州)
菲利（法語：Fully，法語發音：[fyli]）是瑞士瓦萊州的一个市镇，位於該國南部，面積37.79平方公里，海拔高度461米，2011年人口7,853，八成半人口信奉羅馬天主教，人口密度每平方公里208人。

## 外部連結
- Official website （页面存档备份，存于） （法文）